# A Santa Maria
Singles de Mireille Mathieu
Trois milliards de gens sur Terre
(1982) Together We're Strong (avec Patrick Duffy)
(1983)
Pistes de Trois milliards de gens sur Terre
Sœur des étoiles
A Santa Maria est une chanson de la chanteuse française Mireille Mathieu sorti en 1982 chez Ariola. Ce disque marque l'arrivée de Mireille dans cette maison de disques pour la France (elle édite tous les disques de la chanteuse depuis le début de sa carrière en Allemagne).
La face A du disque, A Santa Maria', est une œuvre de Sylvain Lebel, Claude Lemesle, des frères Guido et Maurizio de Angelis et de Natale.C'est une adaptation de "Santa Maria" du chanteur allemand Roland Kaiser.
La face B quant à elle, Un homme dont les paroles et la musique sont de Didier Barbelivien ont la même mélodie qu'une autre chanson interprétée elle par Didier Barbelivien, Elsa. Sous la plume de Michael Kunze, la chanson connaîtra une version allemande et deviendra Was nun (Es gibt noch viele Lieder).